# Triple accidente de ómnibus de 1993
La triple colisión de ómnibus de 1993 fue un siniestro de tránsito ocurrido a las 21.30 del 9 de enero de 1993 en la ruta 14, en las proximidades de la ciudad de Santo Tomé, Provincia de Corrientes. El accidente involucró varios vehículos: un ómnibus que se dirigía desde Buenos Aires hacia Posadas embistió frontalmente a otro de patente paraguaya cerca del paraje Camba-í, al intentar rebasar a un tercer rodado, de una empresa misionera. El choque provocó la muerte de entre 56 y 60 personas y heridas a más de 85, convirtiéndolo en el peor desastre carretero en la historia del país.[¿según quién?]

## Siniestro
En la noche del 9 de enero aproximadamente a las 21:00 hs., tres ómnibus de pasajeros se encontraban transitando por la Ruta Nacional 14, 7 km al sur de la ciudad correntina de Santo Tomé, uno de los micros pertenecía a la empresa Lorecar y otro a Horitur, ambas empresas argentinas, y se dirigían hacia Buenos Aires, el tercer micro era paraguayo, de la empresa Defensores del Chaco, y marchaba hacia el norte con destino Asunción.
Horitur marchaba delante de Lorecar, este último intentó sobrepasarlo y se colocó paralelo a él en el carril de la mano contraria. El conductor del micro de Horitur habría advertido la maniobra y además habría visto que el ómnibus de la empresa Defensores del Chaco marchaba en dirección contraria en el carril correspondiente, motivo por el que habría realizado luces a Lorecar para que no continuara. Cuando Lorecar percibió el peligro, iba muy rápido, ya era tarde. Intentó regresar a su carril y embistió a Horitur a raíz de lo cual se partió por la  mitad.  
El micro paraguayo intentó una desesperada maniobra para salvarse de la colisión pero no lo pudo evitar, quedó metros más adelante con las ruedas para arriba. Al mismo tiempo el micro de Lorecar entraba en combustión.
Del micro de Lorecar solo se salvaron tres pasajeros sobre un total de más de 50. La cantidad de muertos en los otros es desconocida al no haber listas de pasajeros. La identificación de los cadáveres fue muy lenta por las graves mutilaciones sufridas por los mismos. Los trabajos de socorro fueron lentos por la precariedad de medios, sin embargo el espíritu de colaboración de toda la población correntina logró mitigar las carencias, todos los pobladores que tenían transporte se ofrecieron para actuar de ambulancias, mientras muchos intentaban dar una mano en la zona del desastre. También hubo problemas para atender la gran cantidad de heridos (más de 80), por ese motivo se tuvo que reabrir un hospital cerrado (Policlínico Ferroviario) y hasta se utilizaron las cámaras de frío de un frigorífico del lugar para almacenar los cadáveres.

## Víctimas
Según la información oficial las víctimas mortales de este accidente fueron más de 56. La mayor parte de ellas murieron atrapadas y calcinadas en el transporte argentino Lorecar, en el micro paraguayo los fallecidos fueron al menos 7 y en el tercer involucrado solo se vieron heridos graves. La cantidad de víctimas fue difícil de saber ya que en el ómnibus que explotó y se incendió varios cuerpos se evaporaron por acción del fuego intenso, incluidos varios niños pequeños.